# Шипмен, Уолтер
Уолтер Шипмен (англ. Walter Shipman; 18 апреля 1929, Нью-Йорк — 28 февраля 2017, Сан-Франциско) — американский шахматист, международный мастер (1982). По профессии — юрист.
Первый раз принял участие в чемпионате США по шахматам в 1948 году. До конца 1950-х гг. входил в число сильнейших американских шахматистов, будучи при этом спортсменом-любителем. Известен своей победой чёрными в 1955 году над одним из сильнейших шахматистов США тех времён Самуэлем Решевским.
Чемпион Нью-Джерси (1960).
Неоднократный победитель турниров, проводимых «Manhattan Chess Club» (1972, 1984, 1985 и 1995). Был одним из управляющих этого шахматного клуба. На матче членов клуба по блицу с Бобби Фишером в 1971 году стал единственным, кто отобрал очки у будущего чемпиона мира (Фишер победил со счётом 21,5:0,5).
Уолтер Шипмен стал международным мастером в возрасте 53 лет, что делает его одним из старейших, кто получал это звание.
В 1995 году в возрасте 66 лет занял второе место (разделил 2-5 места) в Открытом чемпионате США по шахматам. Ранее в 1950 году на этом турнире был третьим, в 1957 году — четвёртым.
Был известен как один из самых крупных в США историков шахмат, сам не писал, но был корреспондентом для авторов, писавших об истории этого вида спорта.

## Личная жизнь
Супруга Мэри, сын Джо и дочь Джуди. Его дети тоже были шахматистами.

## Изменения рейтинга
| Графики недоступны из-за технических проблем. См. информацию на Фабрикаторе и на mediawiki.org. |